# Insula Banks

Localizarea insulei Banks în Arhipelagul Arctic Canadian

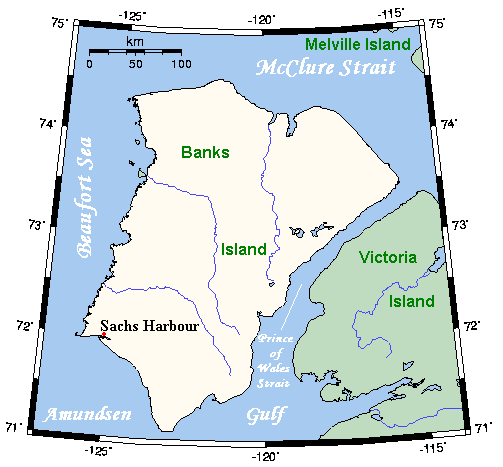
Insula Banks

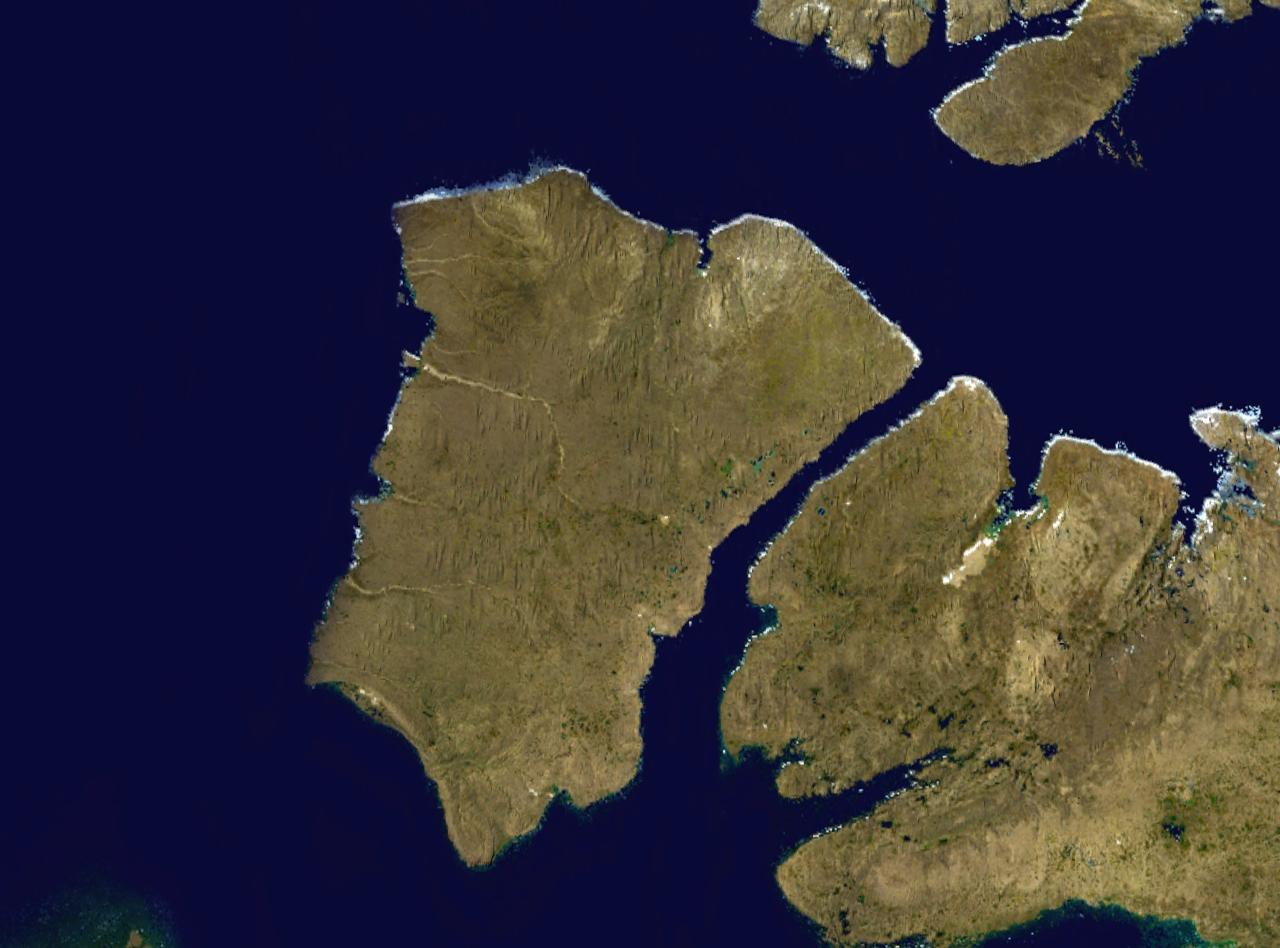
Imagine din satelit a insulei Banks

Insula Banks este cea mai vestică insulă din Arhipelagul Arctic Canadian și aparține administrativ de regiunea Inuvik din Teritoriile de Nordvest din Canada. Cu o suprafață de 70028 km2  ocupă locul 24 în lume și locul 5 în Canada.
Spre est, ea este separată de insula Victoria prin strâmtoarea Prince of Wales, la sud Golful Amundsen o separă de continent, la vest se întinde Marea Beaufort iar la nord, dincolo de strâmtoarea McClure se află insulele Prince Patrick și Melville.
Punctul cel mai înalt de pe insulă, cu o altitudine de cca. 730 m, se găsește în partea de sud, în colinele Durham.
Râul Thomsen de pe insulă reprezintă cel mai nordic râu navigabil cu canoea din America de Nord.
Insula se încrie în biomul de tip tundră, cu temperaturi foarte scăzute și floră săracă. Pe insulă nu cresc copaci, cea mai înaltă plantă fiind salcia arctică, salix arctica, care de regulă nu depășește 10 cm înălțime.
În aprilie 2006, pe insula Banks, lângă  Sachs Harbour a fost găsit și împușcat primul hibrid de urs grizly și urs polar găsit în sălbăticie.
Parcul Național Aulavik protejează cca. 12274 km2 de câmpii arctice în partea de nord a insulei. Parcul cuprinde cea mai mare densitate de bou moscat din lume (cca. 68000 în 2001, precum și cea mai însemnată populație de caribu Peary. 43 de specii de păsări trec anual prin parc, deși dintre ele doar corbul și potârnichea polară sunt considerați rezidenți permanenți.
Pe insula Banks au fost înființate de asemenea, încă din anul 1961, două arii protejate (sanctuare) pentru păsări migratoare: Banks Island Migratory Bird Sanctuary  și Thomsen River.
În prezent, pe insulă se află o singură așezare permanentă, Sachs Harbour(71°59′08″N 125°14′53″V / 71.98556°N 125.24806°V), pe coasta de sud-vest, care la recensământul din 2006 avea o populație de 122 persoane.
Insula a fost descoperită în anul 1820 de către exploratorul britanic Sir William Parry și numită în onoarea naturalistului Joseph Banks, președinte al Royal Society între 1778 și 1820. În cursul expediției lui Robert McClure (1850-1854), insula a fost rebotezată ca insula Baring, numele de Banks fiind menținut doar pentru zona de nord-est, însă această denumire nu s-a păstrat, revenindu-se la cea originală.